# Operation Mekong
Pour plus de détails, voir Fiche technique et Distribution.
Operation Mekong (湄公河行動, Méigōng Hé Xíngdòng) est un film chinois réalisé par Dante Lam, sorti en 2016.
Le film est inspiré de l'événement connu sous le nom de massacre du Mékong survenu le 5 octobre 2011 ou 13 marins chinois sont tués dans la province de Chiang Rai lors d'un trafic de drogue en Birmanie..

## Synopsis
Un commando d'élite de la Police chinoise traque des narcotraficants dans le Triangle d'or...

## Fiche technique
- Titre : Operation Mekong
- Titre original : 湄公河行動 (Méigōng Hé Xíngdòng)
- Réalisation : Dante Lam
- Scénario : Kang Ki-chu et Lau Siu-kwan
- Direction artistique : Lee Kin-wai
- Pays d'origine : Chine, Hong Kong
- Format : Couleurs - 35 mm - 2,35:1 - Dolby Digital
- Genre : action, aventure
- Durée : 124 minutes
- Date de sortie :
  -  Chine : 30 septembre 2016

## Distribution
- Joyce Wenjuan Feng : Guo Bing
- Baoguo Chen : Jiang Haifeng, le ministre de la sécurité publique
- Wu Xudong : capitaine du SWAT
- Wu Linkai : membre du SWAT
- Zhan Liguo : Er Lang
- Chun Sun : directeur général

## Récompense
- Coq d'or du meilleur film 2017